# François Lepage
Pour les articles homonymes, voir Lepage.
François Lepage, né en 1796 à Lyon et mort dans cette même commune le 3 décembre 1871, est un peintre français.

## Biographie
Élève de Pierre Révoil à l'École des beaux-arts de Lyon en 1817, François Lepage est professeur de dessin au Lycée de Lyon en 1824 puis au Palais Saint-Pierre en 1826. Il est le maître de Simon Saint-Jean, Joseph Bail, Jean-Baptiste Gallet et Aimé Vingtrinier.

## Œuvres
François Lepage a réalisé les œuvres suivantes :
- Tombe d'une jeune fille ;
- La Coupe ;
- Fleurs et tourterelles dans une vasque posée sur un entablement de marbre, 1816-1820[3] ;
- Nature morte de prunes, pêches, raisins et aiguière d’argent, 1822 ;
- Bouquet de fleurs sur un entablement, 1824 ;
- Fleurs de printemps dans un vase de bronze, 1826.